# Język sykulski
Język sykulski – wymarły język indoeuropejski, używany przez lud Sykulów, zamieszkujących w starożytności wschodnią i środkową Sycylię. Zaświadczony w postaci prawie trzydziestu inskrypcji, datowanych na VI–IV w. p.n.e. i około dwudziestu pięciu glos starożytnych autorów.

## Klasyfikacja
Niedostateczna liczba źródeł i trudności w ich interpretacji sprawiają, że pozycja sykulskiego w obrębie rodziny indoeuropejskiej jest dokładniej nieznana. Według relacji starożytnych autorów Sykulowie przybyli na Sycylię z Italii ok. XIII lub w XI w. p.n.e. (lub w dwóch falach). Część językoznawców przypuszcza zatem, że należał on do grupy języków italskich.

## Gramatyka
Ograniczone dane nie pozwalają na dokładniejsze przedstawienie gramatyki sykulskiego. Znana jest forma 3. osoby liczby pojedynczej czasownika „być” – esti (‘jest’) oraz forma niedokonana 2. osoby czasownika „pić” – pibe (‘pijesz’), co jasno wskazuje na indoeuropejski charakter owego języka, ale nie pozwala na dokładniejsze określenie miejsca w rodzinie. Mianownik liczby pojedynczej prawdopodobnie przyjmował końcówkę -s (lub -m w rodzaju nijakim), biernik -m, a celownik liczby mnogiej -pos.

## Zabytki piśmiennictwa
Język ten był zapisywany pismem greckim lub specyficznym alfabetem, zapożyczonym z pisma zachodniogreckiego. Znany z prawie trzydziestu inskrypcji, datowanych na VI–IV w. p.n.e. i około dwudziestu pięciu glos starożytnych autorów.
Poniżej przedstawiono transliteracje niektórych sykulskich inskrypcji.
Stela ze Sciri Sottano (ok. 600 r. p.n.e.):
nendas ˌ puṛẹṇọṣ ˌ tebeg ˌ praarei ˌ en ˌ bo?renai ˌ vide ˌ pagostike ˌ aite?ṇ?ụbe.
Amfora z Montagna di Marzo (VI–V w. p.n.e.):
tamuraabesakedqoiaves ˌ eurumakes ˌ agepipokedḷutimbe [1 linijka]
levopomanatesemaidarnakei- buṛeitaṃomịaetiurela [2 linijka]
Blok piaskowca z Mendolito (koniec VI w. p.n.e.):
iamˌakaramˌe?p??asˌkaag?esˌgẹpẹḍ [1 linijka]
te?toˌveregai- es? ˌ eka ˌ doara[ịẹạḍ] [2 linijka]
Askos z Centorbi (początek V w. p.n.e.):
nunus ˌ teṇti ˌ mím ˌ arustainam ˌ íemitom ˌ esti ˌ durom ˌ nanepos ˌ durom ˌ íemitom ˌ esti ˌ velíom ˌ ned ˌ emponitantom ˌ eredes ˌ vịino ˌ brtome